# Xysticus pseudobliteus
Xysticus pseudobliteus is een spinnensoort uit de familie van de krabspinnen (Thomisidae).
De wetenschappelijke naam van de soort werd in 1880 als Oxyptila pseudoblitea gepubliceerd door Eugène Simon.